# メン・イン・ブラック2
『メン・イン・ブラック2』（原題: Men in Black II）は、2002年のアメリカのSFアクションコメディ映画。『メン・イン・ブラック』（1997年）の続編。バリー・ソネンフェルドが監督、ロバート・ゴードンとバリー・ファナロが脚本を務め、トミー・リー・ジョーンズ、ウィル・スミス、ララ・フリン・ボイル、ジョニー・ノックスビル、ロザリオ・ドーソンらが出演する。

## ストーリー
2002年夏。準政府組織MIB史上最強のエージェントKが引退して5年。彼の跡を継ぎ、様々な事件を解決したことで今やMIBでもエリート中のエリートになっていたJだったが、4年間続いたLとのコンビ解消後、誰と組んでも満足できず、勝手にニューラライザーで相方の記憶を消してはお払い箱にしてしまい、そんな彼の態度を訝しんだ周囲からも疎まれて、やや孤立していた。Zからはパグ犬型エイリアンのフランクを相棒につけられてしまう。
そんな中、殺人事件が発生。捜査にあたったところ、惑星ザルタとカイロス星人サーリーナが関わっているらしいことが分かった。この事件は25年前、Kが解決したはずの事件だった。真相を知っているのはKしかいない。Jは捜査のため、引退して一般人となっているKを連れ戻しに向かう。Kことケビンは相変わらずの偏屈ぶりだったが、Jの説得に応じてMIB本部へ向かい、復帰のためデニューラライザーで記憶を修復しようとする。
しかし同じころ、セクシーな下着モデルに化けたサーリーナがMIB本部を襲い、瞬く間に占領してしまった。このせいで、ケビンはデニューラライザーを使用する直前になって緊急脱出装置が作動し、水洗トイレで地上へと「水で流された」。かくしてデニューラライザーを使う機会を失ったという予想外の展開ながらも、サーリーナに捕らわれずに脱出できたJとケビンは代わりとなるデニューラライザーを探して旧友のもとを訪ねるが…。

## 登場人物
エージェントK / ケビン・ブラウン
前作でエージェントを引退後、MIBに所属していたころの記憶を失い本名のケビン・ブラウンに戻って田舎町の郵便局長として働いている。
地球の危機を救うために現れたJの宇宙人の話に全く耳を貸さなかったが、勤務先の郵便局員が宇宙人だったことを知って、Jと行動を共にし、記憶を取り戻して再びエージェントKとして復活する。
エージェントJ
相変わらずのお調子者だが様々な事件を解決したことからMIBではエースとして活躍。大きく吹っ飛ばされたり、どれだけ大きくぶつかっても、平然としているなど強靭な肉体をしている。しかし、前作ラストでエージェントとなったLが検死官に戻りたがっていたために、彼女の記憶を消去して検死官へと戻してしまった。その後はK以上の相棒に恵まれないため、Zに許可なく勝手に記憶消去を行ってしまうためにエースでありながら問題児扱いもされている。現在はパグ犬のFをパートナーとしている。
今回、｢ザルタの光｣の秘密を解明するために手掛かりと記憶を頼りに一般人として暮らしていたKを訪ねる。美女に弱いのは相変わらずで今作のヒロインのローラに対し規則に反して彼女の記憶を消去しなかったりなど中盤に記憶を取り戻したKからはいまだに「新米」だと馬鹿にされている。
エージェントZ
MIBニューヨーク本部のトップ。Jが独断で「実力が無い、役に立たないエージェント」の記憶を次々と消すことに怒っているが、人情的に接することもあり、失恋したJに、自分の恋愛の話をしたり「誰にでもある事だ」と慰める面を見せる。
フランク・ザ・パグ/エージェントF
　マンハッタンの小さな鍵屋で飼われているパグだが、その正体はエイリアン。今作ではMIBの郵便係として登場するが、成り行きでJの相棒となり、映画のポスターにはJやKと共に黒ジャケット姿で写っている。
ジーブス
1作目でも登場した盗品などを扱っている「ユニバーサル質店」の店主のエイリアン。MIB本部にあるデニューラライザー（記憶復元装置）の設計図が流出した後、本来の材料とは違う安物で再現させた。今まで使ったことはなく、本人曰く「排気口でポップコーンを作ったことはある」らしい。
サーリーナ
カイロス星人。かつて地球に訪れたザルタ星人の姫ロラーナが地球に隠そうとした「ザルタの光」を求め、地球に不法侵入する。本体は蔦植物に似た触手生物だが、見たものをコピーする能力で、地球上では下着モデルに化けて行動する。
スクラッド/チャーリー
2つの頭を持つエイリアンの男で、小さい頭のチャーリーは普段はリュックサックに隠れている。サーリーナに迫られ強引に協力させられる。
ローラ・ヴァスケス
ピザ屋のアルバイト。店主が「ザルタの光」の在処を知るザルタ星人であり、サーリーナが彼を訊問・殺害したことから、事件に深く関わることになる。
ニュートン
1作目で死体安置所の受付をしていた男。前作ではエイリアンのバグに殺害されたように描写されていたが、今作ではKとJが訪れるレンタルビデオ店の店主として登場する。
エリザベス
郵便局の客。

## キャスト
- K（英語版）（ケビン・ブラウン）：トミー・リー・ジョーンズ
- J（英語版）：ウィル・スミス
- Z：リップ・トーン
- T：パトリック・ウォーバートン
- F/フランク・ザ・パグ（英語版）（声：ティム・ブラニー）
- スクラッド：ジョニー・ノックスビル(ジャッカス)
- サーリーナ：ララ・フリン・ボイル
- ローラ・ヴァスケス：ロザリオ・ドーソン
- ニュートン：デヴィッド・クロス
- ジャック・ジーブス：トニー・シャルーブ
- マーサ・スチュワート
- マイケル・ジャクソン（カメオ出演）
- ピーター・グレイブス

## 日本語吹き替え
| 役名                   | 俳優                         | 日本語吹替     | 日本語吹替                     |
| 役名                   | 俳優                         | 劇場公開版     | テレビ朝日版                   |
| ---------------------- | ---------------------------- | -------------- | ------------------------------ |
| K                      | トミー・リー・ジョーンズ     | 坂口芳貞       | 菅生隆之                       |
| J                      | ウィル・スミス               | 江原正士       | 東地宏樹                       |
| Z                      | リップ・トーン               | 大木民夫       | 石田太郎                       |
| F／フランク・ザ・パグ  | （声：ティム・ブラニー）     | 玄田哲章       | 内海賢二                       |
| サーリーナ             | ララ・フリン・ボイル         | 塩田朋子       | 渡辺美佐                       |
| スクラッド／チャーリー | ジョニー・ノックスビル       | 岩崎ひろし     | 高木渉                         |
| ローラ                 | ロザリオ・ドーソン           | 本田貴子       | 本田貴子                       |
| ジーブス               | トニー・シャルーブ           | 仲野裕         | 酒井敏也                       |
| T                      | パトリック・ウォーバートン   | 立川三貴       | 中多和宏                       |
| ベン                   | ジャック・ケーラー           | 中博史         | 佐々木睦                       |
| ニュートン             | デヴィッド・クロス           | 筒井巧         | 村治学                         |
| ヘイリー               | コロンブ・ヤコブセン         | 弓場沙織       | 北西純子                       |
| ラリー                 | ピーター・スペロス           | 星野充昭       | 北川勝博                       |
| マニックス             | ブラッド・アブレル（声）     | 野沢那智       | 我修院達也                     |
| ニーブル               | トム・フォンテイン（声）     | 神谷明         | 斎藤志郎                       |
| スリーブル             | グレッグ・バローラ（声）     | 三ツ矢雄二     | 多田野曜平                     |
| グリーブル             | カール・J・ジョンソン（声）  | 中尾隆聖       | 佐藤せつじ                     |
| ジャーラ               | ジョン・アレグザンダー       | 三夏紳         | 麦人                           |
| 犬の飼い主             | マイケル・リヴキン           | 多田野曜平     | 佐藤せつじ                     |
| 不審者                 | マイケル・ベイリー・スミス   | 大友龍三郎     | 斎藤志郎                       |
| 男性                   | ハワード・スピーゲル         | 佐藤晴男       | 多田野曜平                     |
| 警備員                 | アルヒューズ・マーチャント   | 清川元夢       | 星野充昭                       |
| MIB本部アナウンス      | 不明                         | 安奈ゆかり     | 寺瀬今日子                     |
| D                      | 不明                         | 江川大輔       | 朝倉栄介                       |
| エージェント           | ニック・キャノン             | うすいたかやす | 佐藤せつじ                     |
| エージェント           | ジェイ・ジョンストン         | 永井寛孝       | 星野貴紀                       |
| エージェント           | ジョエル・マッキノン・ミラー | 坂口賢一       | 中多和宏                       |
| エージェント           | アンドレ・ブレア             | 高越昭紀       |                                |
| エリザベス             | クロエ・ソネンフェルド       | 清水理沙       | 白石涼子                       |
| G                      | シド・ヒルマン               | 桐本琢也       | 村治学                         |
| マイケル               | マイケル・ジャクソン         | 三ツ矢雄二     | 下和田裕貴                     |
| コーンフェイス         | マイケル・ガーヴェイ         | 宗矢樹頼       | 星野貴紀                       |
| 前頭葉（脳天の目）の男 | ケヴィン・グレヴィウ         | 大友龍三郎     |                                |
| チビ宇宙人             | マーティン・クレバ（声）     | 西村知道       |                                |
| 長老                   | ピーター・シラグサ（声）     | 三谷昇         | 勝杏里                         |
| ニュートンの母         | 不明（声）                   | 翠準子         | 深沢エミ                       |
| 機械の声               | 不明                         | 清水敏孝       |                                |
| ピーター・グレイブス   | ピーター・グレイブス         | 小林清志       | 小川真司                       |
| マーサ・スチュワート   | マーサ・スチュワート         | 鈴木弘子       |                                |
|                        |                              |                |                                |
| 演出                   | 演出                         | 岩見純一       | 木村絵理子                     |
| 翻訳                   | 翻訳                         | 松崎広幸       | 松崎広幸                       |
| 調整                   | 調整                         | 菊地悟史       | 高久孝雄                       |
| 効果                   | 効果                         | N/A            | サウンドボックス               |
| 録音スタジオ           | 録音スタジオ                 |                | オムニバス・ジャパン           |
| 制作                   | 制作                         | ACクリエイト   | 東北新社                       |
| 初回放送               | 初回放送                     |                | 2005年3月27日 『日曜洋画劇場』 |

- 日本語字幕翻訳：菊地浩司

※2015年9月2日発売の「吹替洋画劇場」シリーズ『メン・イン・ブラック/メン・イン・ブラック2』ブルーレイには本作と前作『メン・イン・ブラック』の本編ディスクに加え、本作のテレビ朝日版と前作の日本テレビ版の吹き替えを収録した特典ディスクが付属している。(約80分)

## 地上波放送履歴
| 回数  | テレビ局   | 番組名             | 放送日         | 吹替版       |
| ----- | ---------- | ------------------ | -------------- | ------------ |
| 初回  | テレビ朝日 | 日曜洋画劇場       | 2005年3月27日  | テレビ朝日版 |
| 2回目 | 日本テレビ | 金曜ロードショー   | 2008年9月12日  | テレビ朝日版 |
| 3回目 | テレビ朝日 | 日曜洋画劇場       | 2009年11月29日 | テレビ朝日版 |
| 4回目 | 日本テレビ | 金曜ロードSHOW!    | 2015年4月3日   | テレビ朝日版 |
| 5回目 | テレビ東京 | 午後のロードショー | 2016年8月23日  | テレビ朝日版 |
| 6回目 | テレビ東京 | 午後のロードショー | 2017年7月27日  | テレビ朝日版 |
| 7回目 | テレビ東京 | 午後のロードショー | 2019年1月8日   | テレビ朝日版 |
| 8回目 | テレビ東京 | 午後のロードショー | 2021年2月23日  | テレビ朝日版 |
| 9回目 | テレビ東京 | 午後のロードショー | 2023年8月4日   | テレビ朝日版 |

## スタッフ
- 監督：バリー・ソネンフェルド
- 製作：ローリー・マクドナルド、ウォルター・F・パークス、バリー・ソネンフェルド
- 製作総指揮：スティーヴン・スピルバーグ
- 原作：ローウェル・カニンガム（英語版）
- 原案：ロバート・ゴードン
- 脚本：バリー・ファナロ、ロバート・ゴードン
- 撮影：グレッグ・ガーディナー
- 音楽：ダニー・エルフマン
- 視覚効果：ティペット・スタジオ
- タイトルデザイン：パブロ・フェロ（英語版）

## メモ
- 前作のヒロイン、ローレル・ウィーバー（リンダ・フィオレンティーノ）はKの引退後、MIBでは珍しい女性の捜査官エージェント、Lとして入社。Jと4年間コンビを組み様々な事件を解決していた（劇中で語られているクリーロン星人の来襲やジャーラがオゾン層を盗んだ事件はJとLが解決したもの）。しかし、本作の物語より1年前、検死官に戻りたがっていたためにコンビを解散。Zの許可がないままJに記憶をニューラライズされ（MIBを引退する者は記憶を消去される決まりになっている）、元の検死官に戻って平穏に暮らしている、という設定。当初はKとJとLの3人がメインになる案もあったが、『メン・イン・ブラック』はあくまでKとJが主役の作品であり、ローレルがこの作品で果たす役割はないだろうと監督が判断したことによる。そもそもローレルがLとなったのはシリーズ化する予定がなかったためだった。
- ニューラライザーの光が前作の赤から水色に変わっている。
- エージェントになりたがるエイリアンを演じたマイケル・ジャクソンは前作の出来に感動し、自ら監督のバリー・ソネンフェルド宛に何回も電話でエージェントM役での出演願いを申し出た。だが、すでに台本や配役などがほとんど決まっていて役を割り当てるところが無かったため監督は幾度も断り続けたが、マイケルの熱意に負け、何か少しでも入れられないかと熟考した結果、脇役のエイリアンとして登場してもらうことにした。マイケルにそれを伝えると、彼は落胆しながらも、出られるならと了承した。[3] 結果的に（自主製作されたドキュメンタリー映画を除くと）本作が映画におけるマイケルの遺作となってしまった。
- 郵便局の窓口に並ぶ少女、エリザベス役のクロエ・ソネンフェルドはバリー・ソネンフェルド監督の娘。劇中には監督自身も出演しており、かつてKが住んでいた家の住人家族の主として監督が、娘役にトミー・リー・ジョーンズの娘が出演していた。（ちなみにJとKらが対宇宙人用武器を取りに来た2分程度の出演だった）
- 公開直後に発売されたメルセデス・ベンツEクラス（W211型）が主役の愛車として登場し、映画を使った新発売プロモーションとして注目された。
- サーリーナは元々はファムケ・ヤンセンが演じるはずだった[4]。

## 関連イベント
- ジョイポリス「メン・イン・ブラック2」

映画でサーリーナに占拠されたMIB本部を舞台にした設定のお化け屋敷風アトラクション。